# Arthur Pigeon
Joseph Arthur Pigeon (* 1884; † 1966) war ein kanadischer Akkordeonist.
Der Sohn eines Steinschneiders wuchs in Montreal auf. Er verlor im Alter von sechs Jahren ein Auge und musste bereits zehnjährig die Schule verlassen. Von seinem älteren Bruder erlernte er das Akkordeonspielen und trat als Tanzmusiker in Lokalen und Parks auf. Später arbeitete er als Techniker in einer Munitionsfabrik. 1931 lernte er Alfred Montmarquette kennen, der ihn in die kanadische Folkmusik einführte. Er trat dann mit seinem Schwiegersohn, dem Fiddler Henri Wattier auf und bildete schließlich mit diesem und dem Pianisten Edmond Moreau das Trio Les Trois Copains. Dieses spielte 1936 seine ersten Aufnahmen ein und nahm 1940 bei RCA Victor und Bluebird Records unter dem Namen  Trio Pigeon auf. Nach sieben Jahren beendete er seine musikalische Laufbahn, kaufte sich Land und arbeitete als Farmer.

## Quelle
- La Famille Leger - Joseph Arthur Pigeon

| Personendaten    | Personendaten            |
| ---------------- | ------------------------ |
| NAME             | Pigeon, Arthur           |
| ALTERNATIVNAMEN  | Pigeon, Joseph Artur     |
| KURZBESCHREIBUNG | kanadischer Akkordeonist |
| GEBURTSDATUM     | 1884                     |
| STERBEDATUM      | 1966                     |